# Рафаил (Краснопольский)
Архиепископ Рафаил (в миру Романт Краснопольский; (1 (10) октября 1668 — 4 (15) ноября 1711, Архангельск) — епископ Русской православной церкви, архиепископ Холмогорский и Важеский. Первый архимандрит Заиконоспасского монастыря и ректор Заиконоспасской академии.

## Биография
Родился в 1668 году.
Окончил Киевскую духовную академию.
«Лексикон треязычный» Поликарпова отводил Рафаилу первое место после Стефана Яворского «в знании богословия и свободных учений и во изрядстве латинского диалекта».
С 1703 года — архимандрит, настоятель Московского Заиконоспасского монастыря и ректор Заиконоспасской духовной академии.
В начале 1704 года назначен архимандритом Московского Симонова монастыря.
21 марта 1708 года хиротонисан во епископа Холмогорского и Важеского с возведением в сан архиепископа.
В сане архиепископа Рафаил не без успеха вёл публичные «состязания» со старообрядцами.
Скончался 4 ноября 1711 года в Архангельске. Погребен в Холмогорском соборе.

## Сочинения
Памятником его борьбы со старообрядцами является сочинение «Изъявление о двуперстном и триперстном знамении честнаго креста», оставшееся ненапечатанным. Кроме того, после Рафаила остались «Поучение всему народу, 9 января 1711 г.» и «О погребении в пустых местах, без молитв священника, не исповедавшихся и не причащавшихся св. тайн» (1709).